# Bicyclus ocelligera
Bicyclus ocelligera är en fjärilsart som beskrevs av Embrik Strand 1910. Bicyclus ocelligera ingår i släktet Bicyclus och familjen praktfjärilar. Inga underarter finns listade i Catalogue of Life.